# 翁仔標

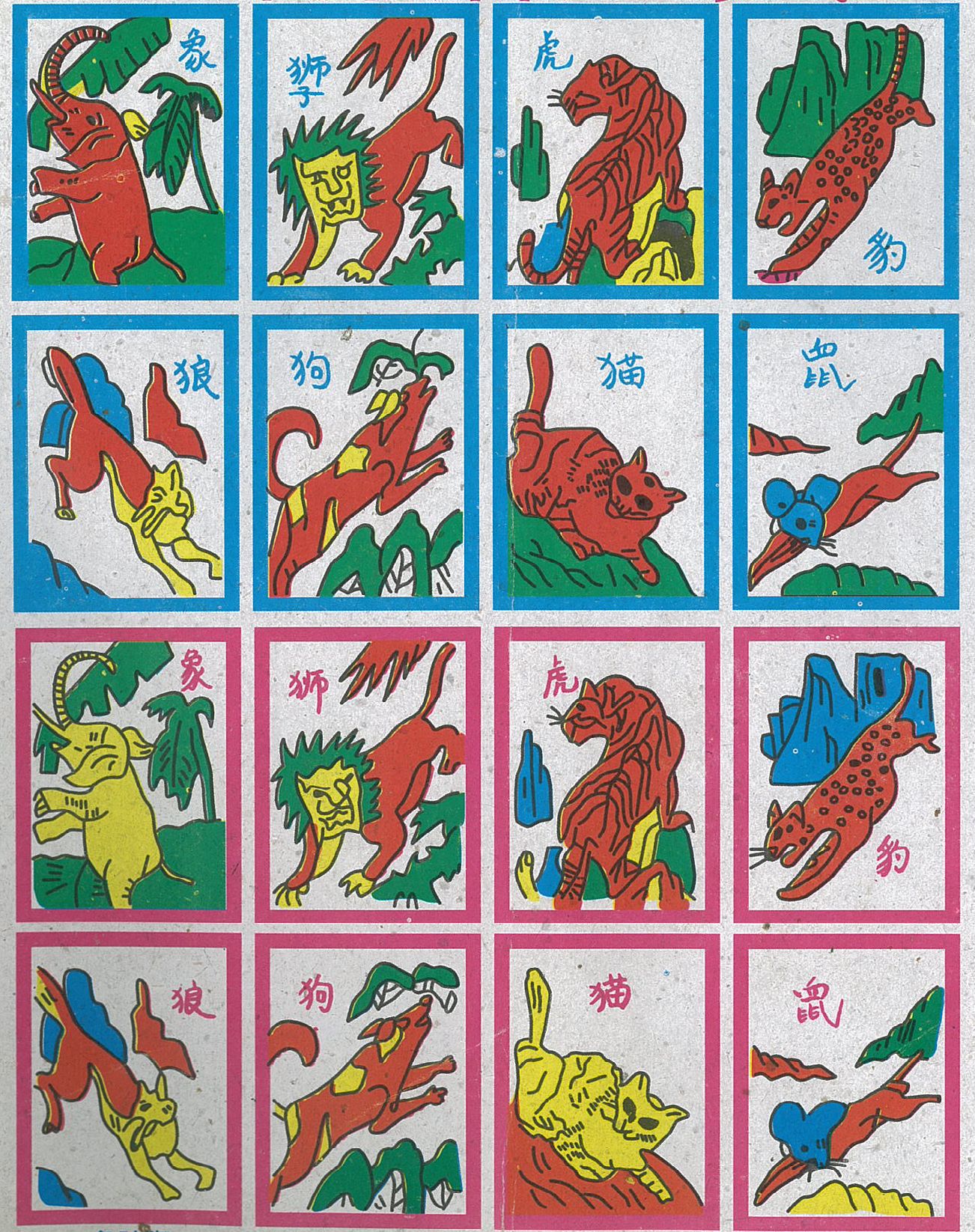
中国河北省高碑店市白沟镇白芙蓉市場出售的“象狮虎豹狼狗猫鼠”洋画儿。玩时需要将这整张纸板剪开，形成每张独立的画片

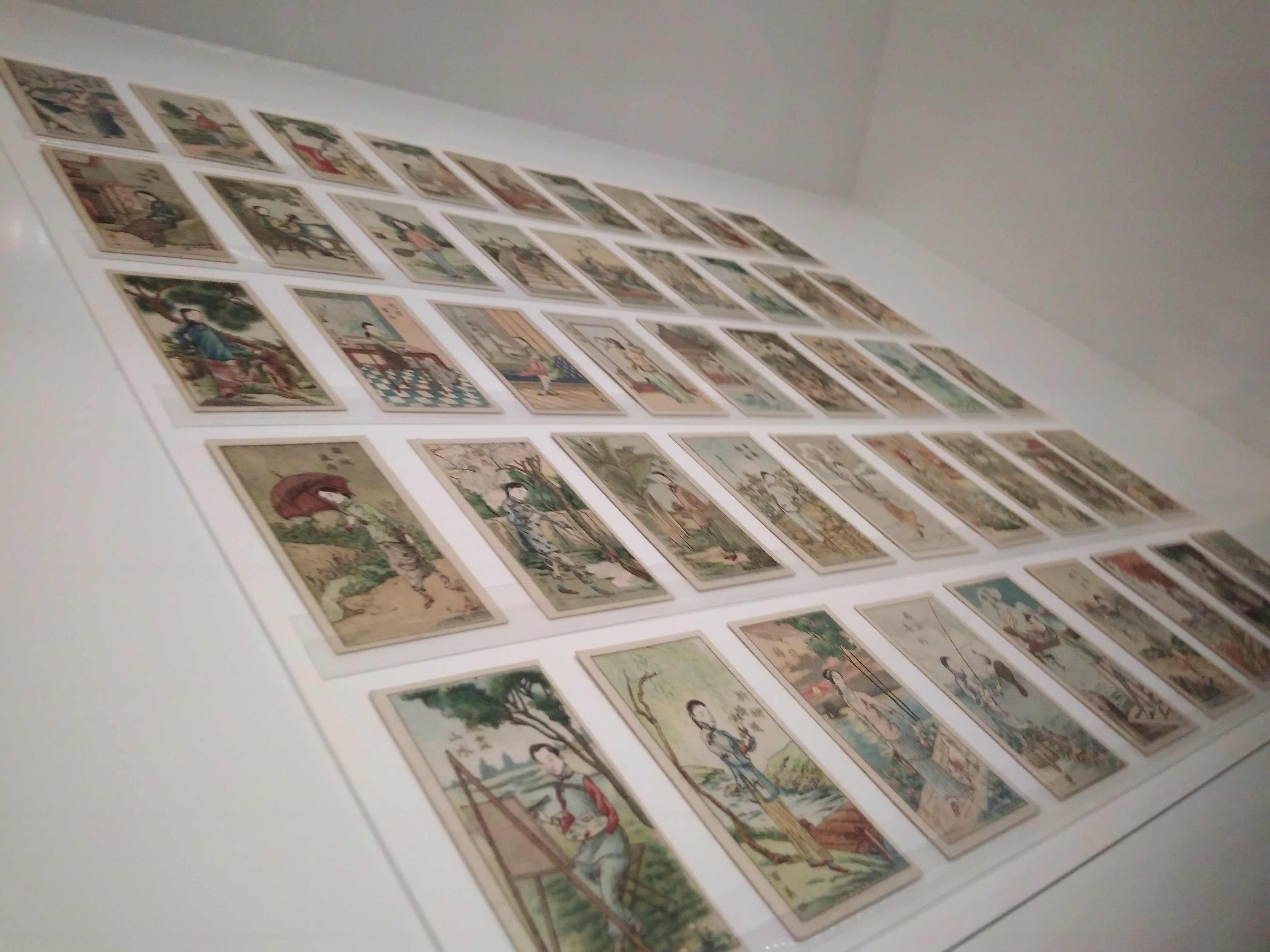
公仔紙在香港历史博物馆

，又称画片、洋片等，是一種供兒童玩樂用的紙牌，流行于大中华地区各地。
紙牌的形狀及大小都不一定，例如台灣以直徑約4~5公分並帶有花邊的圓形居多，香港則以2公分左右的長方形厚紙板為主。紙牌上面通常印有各式各樣色彩豐富的圖案，圖案的美觀及稀有是兒童評判該紙牌價值的依據之一。其遊戲型態相當豐富，而且因為對抗性和蒐集性強，特別受到男童的喜愛。在電子遊戲盛行前，和彈珠、竹槍等同被兒童視為“寶物”，經常隨身攜帶，也是兒童在同辈間顯現地位的象徵之一。

## 名称
这种纸牌有名目繁多的称谓。中国官話称为“洋画儿”，有的地方称为“洋画”、“洋片”、“游戏牌”等。广东省及香港、澳門的粤语一般称为“公仔紙”。福建省的闽南语、受闽南语影响的新加坡称为“翁仔標”。臺灣稱為“尪仔標”（台灣的教育部台語字典用字）。潮汕称为“翁仔”（俗写安仔）。

尪仔標，攝於台灣玩具博物館

除了这种纸牌以外，还有其他类似的物品。例如中国辽宁省等地用烟盒叠成三角形，或用两张长条纸叠成四边形，称為“帖子”，也有的称为“啪叽”（pià ji）、“啪唧”等等。
一般是在纸牌名称前加“拍”字之类，代表玩这种纸牌的某种方法。如中国各地分别称为“拍洋画”、“拍洋片”、“拍卡”、“拍片兒”、“拍战将”、“打拍拍儿”等等。
各种名称的来源各不相同，例如：
- “洋画”：（见上面的“历史”部分）
- “啪叽”：和打纸牌不同的是，打帖子（打啪叽）不是通过敲击，而是将帖子拿在手中用力扣下去，类似日本的面子，将对方的帖子掀翻便获胜。打“啪叽”可能是因为帖子扣在地上发出的声音而得名。[3]用形容东西落地、撞击等的擬声詞“啪叽”或“啪唧”来代指，讀音並不唯一，念為“pià ji”較為常見，亦可念為“piá ji”。
- “尪仔標”：，是依據台灣話的稱呼而寫的詞。在鶴佬話中，“尪仔”是圖像的意思，“標”則指標籤。因為尪仔標上的圖案常為著名或受兒童喜愛的人物造型，而這些人物圖案在鶴佬話中慣稱為“尪仔”，由是得名。
- “公仔紙”：粵語把圖像稱為「公仔」，而卡片用紙製成，因此粵語稱為「公仔紙」。

## 包裝
随着近代西方卷烟流入中国民间，一些卷烟盒内赠送火柴盒大小的画片，在上海被称作“香烟牌子”。由于烟草市场竞争激烈，中外厂商纷纷印制画片赠送，所以这种画片出版得越来越多，因画面精美、内容丰富而获得社会各阶层人士特别是青少年的喜爱。
此后，出现了不少模仿这种画片的小画片，小画片上绘有洋人、洋船、洋枪洋炮，故人称“洋画”。儿童最喜欢洋画，不仅积极收集，而且拿出多余的洋画来玩游戏。

## 遊戲
画片可以设定大小。例如可以按照图案内容比大小，比如可以将罕见图案的画片设定为“大”，而最常见图案的画片设定为“小”，也可以按照画片上人物之类的职位、能力等等设定大小。也有的画片在牌面上就标有数字之类，可以直接比较。
各地儿童利用画片玩各种游戏，例如：

### 搧牌
有许多种不同形式。例如：
1. 掀翻：比如将自己的画片正面朝下垒成厚厚的一疊放在地上，对方用手掌搧下来产生风，若能将画片搧翻过来，正面朝上，对方便取胜，该画片便归对方所有。这类游戏中，每个人的上场顺序及出画片的数量有规则加以规定。[4]
2. 方位：比如大家將各自画着战将的畫片分别放在地上一张，接著，每人輪流用手掌搧下来产生风，如果自己战将的武器指向对方的战将，便可赢得对方的战将画片。[4]

### 击牌
有许多种不同形式。例如：
1. 击散：比如大家將各自的畫片共同壘成厚厚的一疊放在地上。接著，每人輪流用一張畫片往這一疊的腰部打。散落出來的單張畫片歸打者所有，其餘的再重新疊好，輪到下一個人打，直到打完為止。
2. 击翻：大家將各自的畫片分别放在地上一张，接著，每人輪流用自己的那張畫片击打别人的畫片，令别人的畫片翻过来便获胜。被翻过来的画片归击打者所有。[3]這类玩法流行於1950年代至1970年代的香港，到了1990年代，兒童則改為以閃卡進行這種遊戲。在大約1980年代至1990年代初的中國内地很多地區，兒童之間也流行用砸扁、壓扁或捏扁的啤酒瓶蓋來進行這種遊戲。

### 掀牌
首先由一人做莊，將牌洗過後分成數疊，然後再由一個人挑一疊下注，下注的籌碼可用一張或二張尪仔標。最後打開時，比號碼的大小定勝負。贏者可得到所有下注的纸牌。台湾鶴佬話稱此種遊戲為“耊筒”。

### 辩论
一人出一张画片，比较画片上人物的官职或武艺。例如一个出岳飞，一个出程咬金，可能玩者会一致认为程咬金的武艺不如岳飞。但一个出岳飞，一个出张飞，可能玩者就会有争论，这样双方将各自讲述画片上人物的历史及功绩，最终靠辩论获胜。

### 賭博
画片上除了圖案外，很多系列還會印有象棋、撲克牌、麻將等的數字和花色，因此可做為博弈工具之用。

## 衍生
烟卡是使用香烟盒的盖子制成的卡片，其玩法与傳統的洋画儿类似，2024年開始流行于中国内地各小学生群体，因備受争议，各地教育局、学校等单位也发表倡议少玩或不玩。2024年年中此風氣亦蔓延至香港。